# Superkubok Rossii 2006
La Supercoppa di Russia 2006 (ufficialmente in russo Суперкубок России 2006?, Superkubok Rossii 2006) è stata la quarta edizione della Supercoppa di Russia.
Si è svolta l'11 marzo 2006 allo Stadio Lužniki di Mosca tra il CSKA Mosca, vincitore della Prem'er-Liga 2005 e della Coppa di Russia 2004-2005, e lo Spartak Mosca, secondo classificato nella Prem'er-Liga 2005.
A conquistare il titolo è stato il CSKA Mosca che ha vinto per 3-2 con reti di Jurij Žirkov, Chidi Odiah e Jô (doppietta); le reti dei momentanei vantaggi (1-0 e 2-1) del Lokomotiv Mosca sono state realizzate da Egor Titov e Mozart.

## Tabellino
| Arbitro: | Egorov (Nižnij Novgorod) |

|                      |           |                             |
| Titov 22’ Mozart 47’ | Marcatori | 42’ Žirkov 73’ Odiah 83’ Jô |

| Spartak Mosca | CSKA Mosca |

### Formazioni
| Spartak Mosca:      |    |                     |          |     |
|                     |    |                     |          |     |
| P                   | 46 | Aleksej Zuev        |          |     |
| D                   | 4  | Adrian Iencsi       |          |     |
| D                   | 17 | Clemente Rodríguez  | 90’, 90’ |     |
| D                   | 20 | Ignas Dedura        | 55’      |     |
| C                   | 7  | Denis Bojarincev    |          |     |
| C                   | 9  | Egor Titov (c)      |          |     |
| C                   | 21 | Quincy Owusu-Abeyie |          |     |
| C                   | 23 | Vladimir Bystrov    |          | 80’ |
| C                   | 24 | Mozart              | 39’, 90’ |     |
| C                   | 27 | Serghei Covalciuc   |          | 86’ |
| A                   | 10 | Roman Pavljučenko   |          |     |
| A disposizione:     |    |                     |          |     |
| P                   | 1  | Dmitrij Chomič      |          |     |
| D                   | 35 | Sergej Kabanov      |          |     |
| C                   | 8  | Dmitrij Aleničev    |          |     |
| C                   | 14 | Dmitrij Torbinskij  |          |     |
| C                   | 19 | Fernando Cavenaghi  |          | 86’ |
| C                   | 25 | Maksym Kalynyčenko  |          | 80’ |
| A                   | 18 | Mihajlo Pjanović    |          |     |
| Allenatore:         |    |                     |          |     |
| Aleksandrs Starkovs |    |                     |          |     |

| CSKA Mosca:     |    |                      |          |     |
|                 |    |                      |          |     |
| P               | 35 | Igor' Akinfeev       |          |     |
| D               | 4  | Sergej Ignaševič (c) | 90+5’    |     |
| D               | 6  | Aleksej Berezuckij   | 40’, 89’ |     |
| D               | 15 | Chidi Odiah          | 90’      |     |
| D               | 24 | Vasilij Berezuckij   |          |     |
| C               | 10 | Jô                   |          | 88’ |
| C               | 18 | Jurij Žirkov         |          |     |
| C               | 22 | Evgenij Aldonin      |          |     |
| C               | 25 | Elvir Rahimić        | 45’      |     |
| A               | 7  | Daniel Carvalho      |          | 61’ |
| A               | 11 | Vágner Love          |          | 61’ |
| A disposizione: |    |                      |          |     |
| P               | 77 | Vladimir Gabulov     |          |     |
| D               | 2  | Deividas Šemberas    |          |     |
| C               | 8  | Rolan Gusev          |          |     |
| C               | 17 | Miloš Krasić         |          | 61’ |
| C               | 20 | Dudu Cearense        |          | 88’ |
| C               | 37 | Kirill Kočubej       |          |     |
| A               | 9  | Ivica Olić           |          | 61’ |
| Allenatore:     |    |                      |          |     |
| Valerij Gazzaev |    |                      |          |     |